# La Selle-en-Hermoy
La Selle-en-Hermoy és un municipi francès, situat al departament del Loiret i a la regió de Centre – Vall del Loira. L'any 2007 tenia 751 habitants.

## Demografia

### Població
El 2007 la població de fet de La Selle-en-Hermoy era de 751 persones. Hi havia 294 famílies, de les quals 74 eren unipersonals (23 homes vivint sols i 51 dones vivint soles), 106 parelles sense fills, 106 parelles amb fills i 8 famílies monoparentals amb fills.
La població ha evolucionat segons el següent gràfic:
Habitants censats

### Habitatges
El 2007 hi havia 424 habitatges, 305 eren l'habitatge principal de la família, 88 eren segones residències i 31 estaven desocupats. 417 eren cases i 4 eren apartaments. Dels 305 habitatges principals, 268 estaven ocupats pels seus propietaris, 30 estaven llogats i ocupats pels llogaters i 7 estaven cedits a títol gratuït; 12 tenien dues cambres, 63 en tenien tres, 86 en tenien quatre i 145 en tenien cinc o més. 263 habitatges disposaven pel capbaix d'una plaça de pàrquing. A 125 habitatges hi havia un automòbil i a 163 n'hi havia dos o més.

### Piràmide de població
La piràmide de població per edats i sexe el 2009 era:
| Homes | Edats   | Dones |
| ----- | ------- | ----- |
| 0     | 95 o +  | 0     |
| 4     | 90 a 94 | 8     |
| 4     | 85 a 89 | 4     |
| 0     | 80 a 84 | 4     |
| 16    | 75 a 79 | 8     |
| 20    | 70 a 74 | 20    |
| 28    | 65 a 69 | 20    |
| 12    | 60 a 64 | 20    |
| 36    | 55 a 59 | 20    |
| 20    | 50 a 54 | 24    |
| 20    | 45 a 49 | 28    |
| 16    | 40 a 44 | 20    |
| 24    | 35 a 39 | 12    |
| 20    | 30 a 34 | 32    |
| 20    | 25 a 29 | 8     |
| 4     | 20 a 24 | 4     |
| 16    | 15 a 19 | 16    |
| 36    | 10 a 14 | 12    |
| 20    | 5 a 9   | 8     |
| 28    | 0 a 4   | 24    |

## Economia
El 2007 la població en edat de treballar era de 435 persones, 335 eren actives i 100 eren inactives. De les 335 persones actives 307 estaven ocupades (165 homes i 142 dones) i 29 estaven aturades (11 homes i 18 dones). De les 100 persones inactives 50 estaven jubilades, 27 estaven estudiant i 23 estaven classificades com a «altres inactius».

### Ingressos
El 2009 a La Selle-en-Hermoy hi havia 320 unitats fiscals que integraven 810 persones, la mediana anual d'ingressos fiscals per persona era de 19.178 €.

### Activitats econòmiques
Dels 18 establiments que hi havia el 2007, 5 eren d'empreses de construcció, 7 d'empreses de comerç i reparació d'automòbils, 1 d'una empresa de transport, 1 d'una empresa d'hostatgeria i restauració, 1 d'una empresa de serveis, 2 d'entitats de l'administració pública i 1 d'una empresa classificada com a «altres activitats de serveis».
Dels 5 establiments de servei als particulars que hi havia el 2009, 1 era un paleta, 1 guixaire pintor, 1 fusteria, 1 lampisteria i 1 electricista.
L'any 2000 a La Selle-en-Hermoy hi havia 15 explotacions agrícoles que ocupaven un total de 1.236 hectàrees.

## Equipaments sanitaris i escolars
El 2009 hi havia una escola elemental integrada dins d'un grup escolar amb les comunes properes formant una escola dispersa.

## Poblacions més properes
El següent diagrama mostra les poblacions més properes.